# Caligola - La storia mai raccontata
Caligola - La storia mai raccontata è un film del 1982, diretto da Joe D'Amato con lo pseudonimo di David Hills.
Fu girato da D'Amato dopo l'uscita del controverso e censurato Io, Caligola, diretto da Tinto Brass nel 1979. Anche Caligola - La storia mai raccontata ebbe molti problemi con la censura: fu bocciato infatti ben tre volte e uscì nelle sale cinematografiche italiane in versione soft derubricato di tutte le sequenze hard per un totale di 39 minuti.
Va comunque riferito che nessuno degli attori principali è coinvolto in scene hardcore.

## Trama
Il poeta Domizio tenta di assassinare nella sua stanza da letto l'imperatore Gaio Cesare Germanico, conosciuto come Caligola, mentre egli sta dormendo. Questi però si sveglia e lo disarma, quindi mette in atto una tremenda punizione: fa tagliare i tendini e la lingua a Domizio, che viene ridotto a una larva umana e tenuto come un fantoccio dietro un separé.
Caligola è tormentato da un incubo ricorrente, in cui viene ucciso, e teme di essere al centro di un complotto ordito dai senatori per eliminarlo. Egli si reca a cavallo sulla spiaggia e incontra Livia, la fidanzata di Ezio, il figlio del console Marco Tullio Gallo. Caligola la violenta sotto gli occhi di Ezio. La ragazza, ancora vergine, si suicida per la vergogna, mentre Ezio viene ucciso con un colpo di gladio da un pretoriano.
Caligola fa correre la voce secondo la quale Livia ed Ezio sono stati assassinati da un gruppo di fanatici cristiani, ma i senatori non credono alla voce e portano avanti il loro complotto per uccidere l'imperatore. Alla menzogna di Caligola non crede nemmeno Miriam, una ragazza egiziana amica di Livia, che promette di vendicarla.
Intanto Caligola diviene sempre più folle e fa uccidere i senatori che ritiene suoi nemici, quindi ordina un'orgia per celebrare la costruzione di un colossale tempio. All'orgia partecipa la nobiltà romana, dietro un cospicuo pagamento che serve a finanziare il progetto. Caligola fa rapire tutte le vergini, per farne la principale attrazione della festa. Le vergini vengono deflorate con un fallo di legno, quindi addestrate da un omosessuale.
Alla festa partecipa anche Miriam, con l'intento di uccidere Caligola. Offre così la sua verginità al dio Anubi. Il senatore Cornelio si accorge del sacrificio e si offre di aiutarla. Intanto l'orgia ha inizio: tra scene lesbiche e omosessuali c'è anche un duello tra gladiatori, che si affrontano a colpi di pugni ferrati fino a quando uno di loro muore, e una scena di zoofilia, che vede una donna masturbare un cavallo e quindi morire sotto i colpi del suo membro.
Caligola si invaghisce di Miriam e le ordina di seguirlo nella sua stanza. Lì i due hanno un rapporto sessuale, quindi si addormentano. Quando Cornelio tenta di uccidere Caligola, Miriam a sorpresa salva l'imperatore e uccide Cornelio. Dopo il fallito attentato, Caligola scatena la sua furia omicida e vendicativa facendo torturare e massacrare i senatori rei di aver complottato contro di lui. Alcuni di loro vengono impalati con dei ferri che penetrano i loro retti ed escono dal petto. Non contento, Caligola ordina di uccidere anche i familiari dei senatori e obbliga uno dei senatori estranei al complotto di decapitare a colpi di gladio la moglie e la figlia di una delle vittime.
Ulmar, uno dei più fidati pretoriani di Caligola ma anche vecchio amico di Miriam, vorrebbe aiutarla a fuggire ma lei inizia un rapporto amoroso torbido e ambiguo con l'imperatore, che sembra divenire vero amore, tanto che Caligola decide di sposarla nonostante sia una schiava. Poco prima delle nozze, però, Miriam scopre la medaglietta che Lidia portava al collo prima di suicidarsi e ripensa alla vendetta. Decide di farsi dire la verità da Caligola, così gli somministra un filtro magico che fa precipitare l'imperatore in un vortice di incubi nei quali rivede tutte le vittime della sua follia. Accerchiato dai fantasmi, Caligola si risveglia e uccide Miriam a colpi di gladio, credendo di stare ancora sognando. Accortosi della realtà, l'imperatore piange l'amata, l'unica donna che era riuscita a renderlo umano.
Il Senato complotta nuovamente e decide all'unanimità la morte di Caligola per mano del fido servo Ulmar. Caligola si reca sulla spiaggia, con l'intenzione di dichiarare ai senatori la sua nuova vita. Vuole infatti farla finita con gli eccessi e le violenze. Quando si trova davanti i senatori e i pretoriani schierati a cavallo, tenta di iniziare un discorso di pentimento, ma Ulmar lo uccide con due frecce che gli trapassano il cuore.
Le ultime parole dell'imperatore sono:

## Produzione e curiosità
Il film è stato girato nell'autunno del 1981 con il titolo provvisorio Follia del potere.

## Scene eliminate
Nella sceneggiatura del film era presente una sequenza che non fu però montata, ovvero una dettagliata crocifissione di un gruppo di cristiani. Probabilmente la sequenza non fu girata per la probabile accusa di blasfemia.

## Distribuzione
Il film venne distribuito anche con il titolo Caligola... l'altra storia. Dal 2009 è disponibile in DVD la versione integrale del film, edita in Italia dalla Stormovie.

## Critiche
- Per Gordiano Lupi Caligola - La storia mai raccontata è «folle e perverso. Visionario al punto giusto. La recitazione è a livelli ottimi. David Brandon è un Caligola perfetto e la Gemser offre una delle sue migliori interpretazioni».[1]
- Marco Giusti lo considera «il capolavoro hard di D'Amato, in bilico tra il soft, l'hard e l'horror perverso».[4]
- La rivista Nocturno considera il film «un kolossal dell'eccesso, una pietra miliare del cinema estremo».[3]

## Titoli in altri paesi
Il film uscì negli Stati Uniti e nel Regno Unito come The Emperor Caligula: The Untold Story e in Francia come Caligula: la véritable histoire.

## Collegamenti ad altre pellicole
- Una scena di zoofilia era già presente in Emanuelle in America, diretto da D'Amato nel 1976.
- Trenta secondi dell'orgia furono inserite in Ars Amandi, diretto da Walerian Borowczyk nel 1983.
- Joe D'Amato girò, con lo pseudonimo Raf De Palma, nel 1996 su Caligola una versione totalmente porno, intitolata Caligola - Follia del potere, in cui inserì alcuni spezzoni di Caligola - La storia mai raccontata.